# 프랑수아즈 르파주
프랑수아즈 르파주(1945년 12월 29일 - 2010년 1월 23일)는 프랑코-온타리오 출신의 작가인 동시에 교육자였다.
프랑스의 생트아망-몽트롱에서 태어나 1969년에 캐나다로 이주하였고, 1976년에 오타와에 정착했다. 그녀는 오타와 대학교에서 어린이 문학을 가르쳤다. 동시에 도서관장 및 번역가로 일도 했다.
2000년에는 'Histoire de la littérature pour la jeunesse'를 출판하여 Prix Gabrielle Roy, Prix Champlain 및 Prix du livre de la Ville d'Ottawa를 수상했으며, 이어서 'Dictionnaire des auteurs et des illustrateurs'를 출판했다. 그녀는 또한 'Paule Daveluy ou la passion des mots'를 출판했다.
레파주는 여러 아동 도서를 쓰기도 했으며 어른을 위한 소설도 몇 편 쓰기 시작했다.
그녀의 남편인 이반 레파주는 2008년에 사망했고, 그녀는 64세에 암으로 오타와에서 사망했다.

## 선정 작품
출처:
- Poupeska (2006), Trillium Book Award를 수상하고 총독상 후보 에 올랐다.
- Soudain l'étrangeté (2010)
- La fileuse de pailles et autres contes, Germain Lemieux (2011)의 이야기에서 각색됨[2]